# Commissaire Cordier
Pour les articles homonymes, voir Cordier (homonymie).
Cordier, juge et flic
Commissaire Cordier est une série télévisée française en 12 épisodes de 90 minutes environ créée par Alain Page d'après la série Les Cordier, juge et flic et diffusée entre le 7 novembre 2005 et le 29 décembre 2010 sur TF1. En Belgique francophone, la série est diffusée sur La Une et en Suisse sur TSR1. La série est diffusée en Italie en 2006.

## Synopsis
Dans cette série dérivée des Cordier, juge et flic, Bruno et Myriam ont quitté le nid familial. Le premier a été muté à Bordeaux tandis que la seconde est partie vivre à Montréal. Pierre Cordier a été promu commissaire principal. Avec son flair légendaire, il continue cette fois sans son fils sa lutte contre le crime.

## Distribution

### Commissaire
- Pierre Mondy : Commissaire principal Pierre Cordier

### Famille
- Antonella Lualdi : Lucia, femme de Pierre
- Cassandre Manet : Lara, nièce de Pierre et Lucia, cousine de Myriam
- Charlotte Valandrey : Myriam, fille de Pierre et Lucia, cousine de Lara

### OPJ
- Marc Fayet : Capitaine Crocetti (saison 1 et 2)
- Guillaume de Tonquédec : Commandant Thomas Sorensen (saison 2 et 3)
- Stéphanie Vicat : Lieutenant Cécile Vignaud
- Jean Rieffel : Lieutenant Jérémy Kantor

### Commissaire divisionnaire
- Mario Pecqueur : Commissaire divisionnaire Henri Blondel

## Épisodes

### Première saison (2005)
1. Un crime parfait avec Florence Pernel, Isabelle Gélinas, Jean-Claude Bolle-Reddat, Jean-Luc Revol, René Loyon, Philippe Girard

### Deuxième saison (2006)
1. Poudre aux yeux avec Sophie Duez, Franck Gourlat, Serge Gisquière, Isabelle Habiague
2. Rapport d'expertise avec Robin Renucci, Francis Renaud, Natacha Lindinger, Stéphane Jobert
3. Toutes peines confondues avec Michel Leeb, Jean-Pierre Chérer (diffusé le 20 novembre 2006 sur TF1)
4. Grain de sel avec Michèle Bernier, Nathalie Roussel, Jacques Hansen, Pierre Boulanger, Bruno Le Millin, Charlotte Valandrey
5. Témoin à abattre avec Bernard Le Coq, Smadi Wolfman, Valérie Karsenti, Nadège Beausson-Diagne
6. Haute sécurité avec Valérie Kaprisky, Hélène Médigue, Alice Béat, Pierre Chevallier, Guy Montagné, Gérard Chaillou, Pierre Gérard

### Troisième saison (2007)
1. Attaque au fer avec Linda Hardy, Serge Gisquière (diffusé le 12 novembre 2007 sur TF1)
2. Scoop mortel avec Véronique Jannot, Jean-Pierre Chérer, Erick Deshors, Eric Godon, Michel Favory, Benoît Cervelli
3. Rédemption avec Yannis Baraban, Geoffroy Thiebaut
4. Cœur solitaire avec Micky Sébastian, Frédéric Pellegeay, Marc Rioufol
5. Classe tout risque avec Laurent Malet, Annie Milon, Matthieu Dessertine, Blanche Raynal, Virginie Peignien